# Феррер, Рамон
Хосе́ Рамо́н Ферре́р Крус (исп. José Ramón Ferrer Cruz; 23 сентября 1968, Мехико) — мексиканский гребец-каноист, выступал за сборную Мексики на всём протяжении 1990-х годов. Участник двух летних Олимпийских игр, бронзовый призёр чемпионата мира, победитель многих регат национального и международного значения.

## Биография
Рамон Феррер родился 23 сентября 1968 года в Мехико.
Первого серьёзного успеха на взрослом международном уровне добился в 1992 году, когда попал в основной состав мексиканской национальной сборной и благодаря череде удачных выступлений удостоился права защищать честь страны на летних Олимпийских играх в Барселоне. Стартовал здесь вместе с напарниками Хосе Мартинесом и Антонио Ромеро в двойках на дистанциях 500 и 1000 метров соответственно — в обоих случаях сумел дойти лишь до стадии полуфиналов, где финишировал четвёртым.
В 1994 году Феррер представлял страну на домашнем чемпионате мира в Мехико и завоевал медаль бронзового достоинства в зачёте четырёхместных каноэ на километровой дистанции — в финале его обошли только экипажи из Венгрии и Румынии. Будучи одним из лидеров гребной команды Мексики, благополучно прошёл квалификацию на Олимпийские игры 2000 года в Сиднее — с тем же Ромеро принимал участие в заездах двоек на дистанциях 500 и 1000 метров, в первом случае остановился в полуфинале, тогда как во втором случае финишировал в решающем заезде шестым, немного не дотянув до призовых позиций. Вскоре по окончании этих соревнований принял решение завершить карьеру профессионального спортсмена, уступив место в сборной молодым мексиканским гребцам.